# GP-30
Le GP-30 en russe Granatomiot Podstvolny (en russe : гранатомёт подствольный), est un lance-grenades russe qui se place sous un fusil d'assaut développé sous le régime de l'URSS. Sa désignation militaire est 6G21. Il est aussi connu sous l'appellation GP-30 Obuvka et BG-15 Mukha. L'armée chypriote le désigne sous l'appellation BG-30.

## Historique

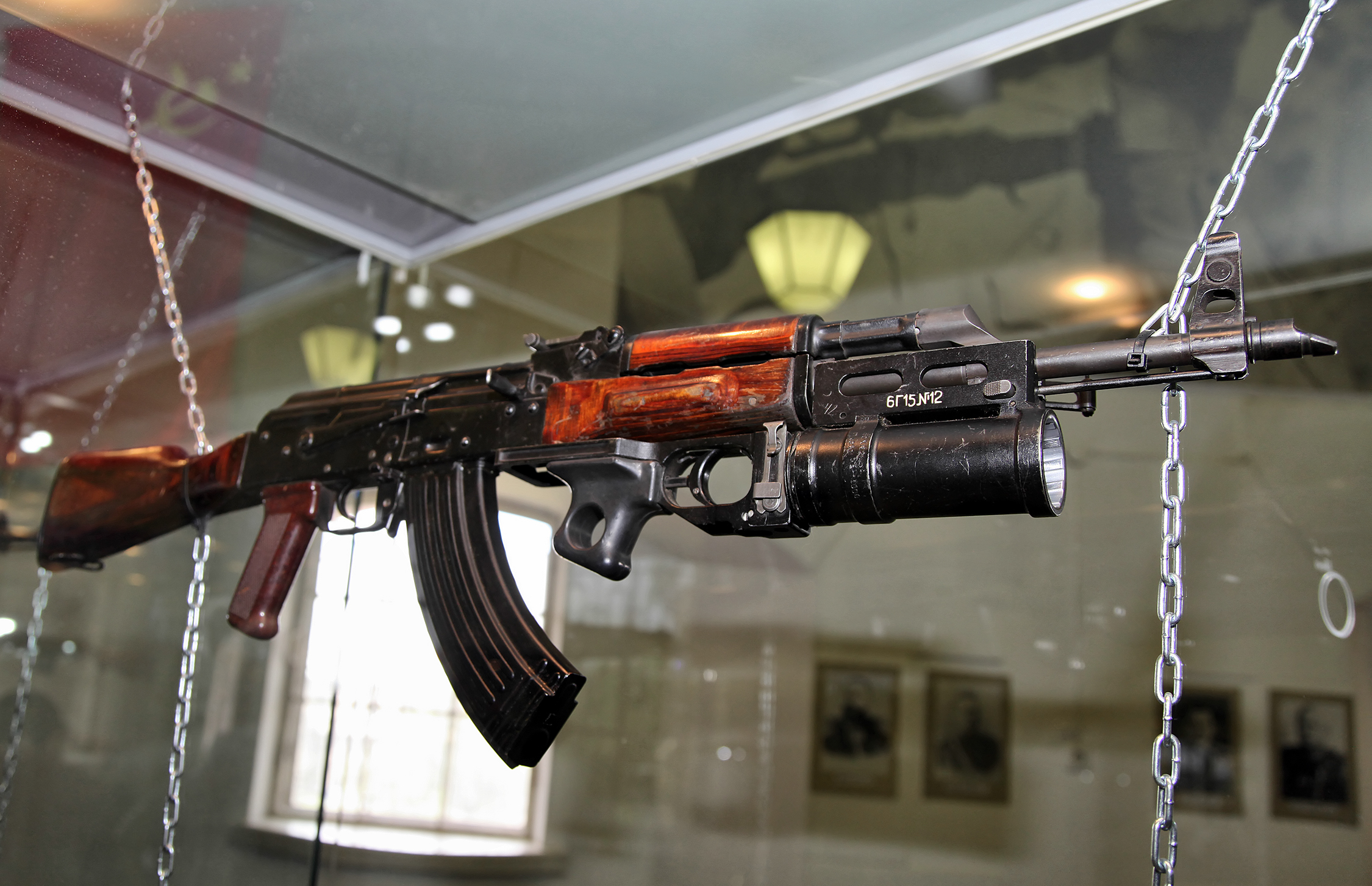
Un AKM avec un GP-30 au Musée d'histoire militaire d'artillerie, de troupes d’ingénieurs et de communications de Saint-Pétersbourg.

Le premier modèle de la série fut le GP-25, aussi connu sous le nom GP-25 Kastyor, développé dans les années 1970 et mis en service en 1978 par l'armée rouge. Il constituait la réponse russe au lance-grenades américain M203. Le modèle suivant, le GP-30, est plus léger et plus court. Il est communément utilisé sous le AK-74, les AK-10x ou le AN-94.
Le GP-25 (Granatomiot Podstvolny = lanceur de grenades sous canon) a été développé entre 1975 et 1978, basé sur les expériences précédentes, conduit en URSS pendant la fin des années 1960. GP-25 a été adopté par l'armée soviétique en 1978 pour l'utilisation avec les fusils d'assaut Kalachnikov 7,62 mm AKM comme 5,45 mm AK-74. En 1989 l'armée russe a adopté le GP-30 de meilleure conception. Il conserve la même efficacité de combat, est plus léger, plus simple et de moindre coût de fabrication.
Les deux lanceurs utilisent les mêmes munitions - les grenades 40 mm à fragmentation VOG-25 et VOG-25P ou la grenade non-mortelle 'Gvozd' (l'Ongle)((le Clou)) chargée de gaz lacrymogène. Les deux types de grenades utilisent le même design de "caseless" intégral, avec le combustible contenu dans la base de la grenade. Ainsi, quand la grenade est tirée, il n'y a rien à extraire du canon avant de charger la grenade suivante. 
Les grenades sont chargées par la bouche et maintenues dans le canon par un ressort. Le canon a une durée de vie d'approximativement de 400 coups.
Source : world.guns.ru/grenade/rus/gp-25-and-gp-30-e.html

## Description
Il dispose d'une visée graduée jusqu'à 400m sur son côté droit.

## Munitions

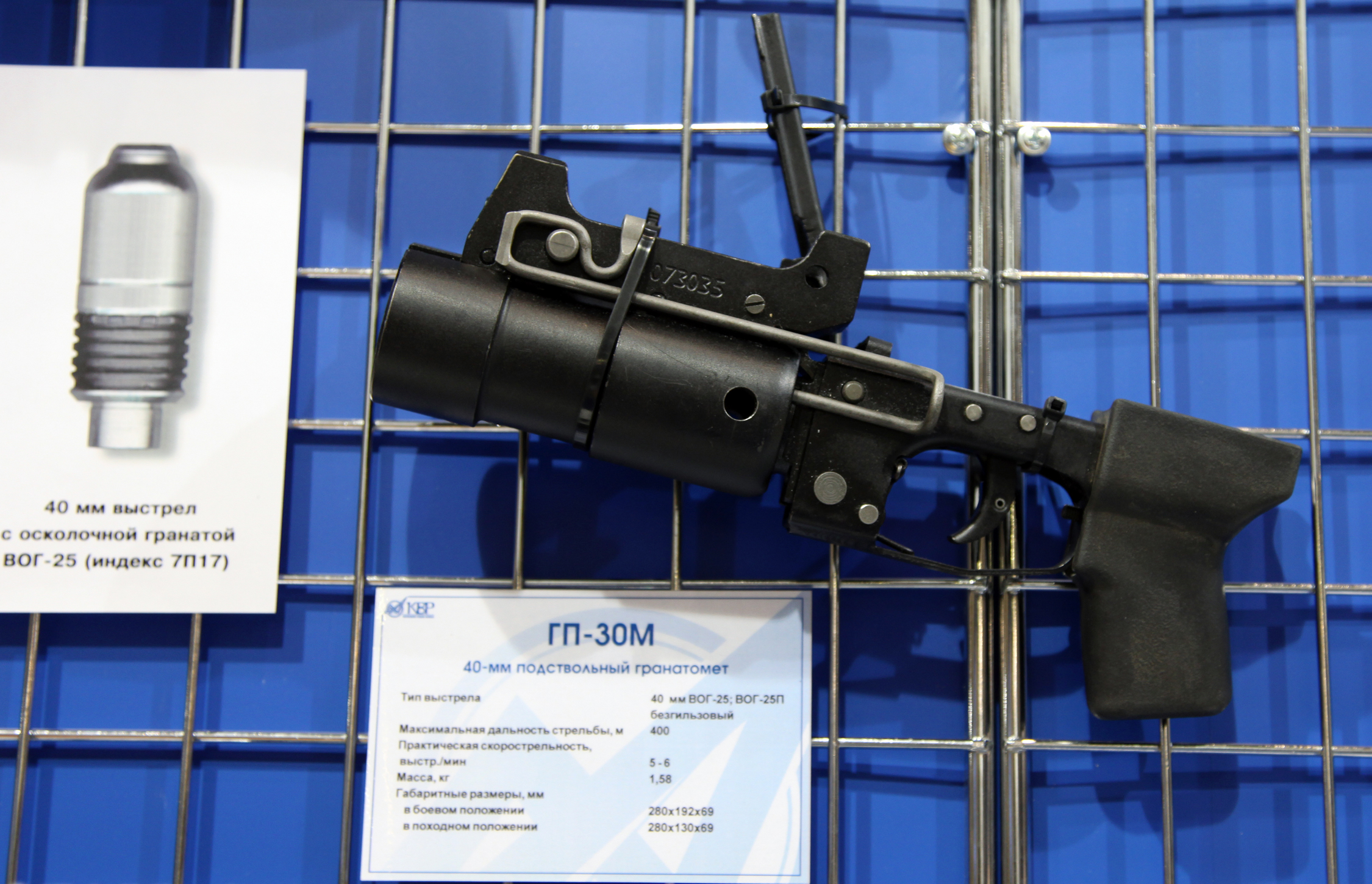
Un GP-30 avec l'image d'une grenade.

- VOG-25: Grenade airburst de 40 x 102 mm de 250 g dont 48 g d'explosif A-IX-1. Ayant une vitesse de 76 m/s, cette grenade s'arme après 10 à 40 m de vol et son rayon mortel est de 6 m. Si la grenade n'a pas explosé à l'impact, elle s'autodétruit après 14 à 19 secondes.
- VOG-25P: Grenade 40 x 122 mm de 278 g dont 37 g d'explosif Trinitrotoluène. Elle n'explose qu'après un premier rebond.
- GRD-40: Grenade fumigène de calibre 40 x 150 mm, elle fonctionne dans les champs visuel et infrarouge, sa portée est d'environ 200 m. Par un vent de 3 à 5 m/s elle est capable de tendre un rideau de fumée de 25 m de long en environ 3 secondes et pour une durée d'1 minute.
- Possibilité de tirer des grenades lacrymogènes ou en caoutchouc pour le maintien de l'ordre[1].